# Pennalūrpet
Pennalūrpet är en ort i Indien.   Den ligger i distriktet Thiruvallur och delstaten Tamil Nadu, i den södra delen av landet, 1 700 km söder om huvudstaden New Delhi. Pennalūrpet ligger 62 meter över havet och antalet invånare är 5 466.
Terrängen runt Pennalūrpet är platt. Runt Pennalūrpet är det tätbefolkat, med 356 invånare per kvadratkilometer. Närmaste större samhälle är Tiruvallur, 19,2 km söder om Pennalūrpet. Trakten runt Pennalūrpet består till största delen av jordbruksmark.